# Забор от динго
Забор от динго или 
Собачий забор (англ. Dog Fence) или Забор Динго (англ. Dingo Fence) — забор в Австралии протяжённостью 5614 км. Также иногда называется «Великой австралийской стеной».

## История
B XIX веке овцеводство стало важной отраслью австралийской экономики. Динго, охотившихся на овец, ловили капканами, отстреливали и травили ядами. В конце XIX века в одном Новом Южном Уэльсе фермеры ежегодно расходовали на борьбу с дикими собаками несколько тонн стрихнина.
Когда этих мер оказалось недостаточно, в 1880-х годах было начато строительство громадного сетчатого забора, огораживающего участки овечьих пастбищ в южном Квинсленде, чтобы обезопасить скот от динго, а пастбища от расплодившихся кроликов. В основном строительство было закончено в 1885 году. В 1960-х годах отдельные секции ограды были соединены вместе, образовав барьер, прерываемый только в местах пересечения шоссейных дорог. Ограда протянулась от города Тувумба в Квинсленде до Большого Австралийского залива, отделяя засушливую северо-западную часть Австралии от сравнительно плодородной юго-восточной. Поддержание ограды в должном порядке ежегодно обходится штатам Квинсленд, Новый Южный Уэльс и Южная Австралия около 15 млн австралийских долларов. Вдоль ограды курсируют специальные патрули, отыскивая повреждения в сетке и подземные норы, проделанные кроликами или вомбатами, и уничтожая динго, проникших за ограду.